# زبان‌شناسی بوم‌شناختی
زبان‌شناسی بوم‌شناختی یا بوم‌زبان‌شناسی (به انگلیسی: Ecolinguistics)، در دهه ۱۹۹۰ به‌عنوان پارادایم جدیدی از تحقیقات زبان‌شناختی پدیدار شد و زبان‌شناسی اجتماعی را گسترش داد تا نه تنها زمینه اجتماعی که زبان‌شناسی در آن گنجانده شده‌است، بلکه بافت بوم‌شناختی گسترده‌تر، از جمله گونه‌های دیگر و محیط فیزیکی را نیز در نظر بگیرد.
دو حوزه اصلی مورد علاقه برای زبان‌شناسی بوم‌شناختی وجود دارد. اولی را می‌توان به عنوان «تحلیل بوم‌شناختی زبان» و دومی را به عنوان «زبان‌شناسی و تنوع زیستی» توصیف کرد.